# 建国道
建国道是中国天津市河北区的一条街道，亦是天津第一条柏油马路。建国道修筑于1900年，长1108米，西到海河东路与金汤桥相接，东至天津站前的海河东路隧道。目前，建国道地区是天津市历史风貌建筑的聚集地之一，大量的历史风貌建筑坐落于此。

## 历史
建国道原址是一条位于盐坨边缘无名的土路。1900年到1902年，建国道所处地段从东至西分别被天津俄租界、天津意租界和天津奥租界这3个租界陆续开辟。其中，天津俄租界段从今一经路西至五经路，称“一纬路”，俄文名称为“彼得格勒路”或“彼得堡路”，天津俄租界收回后，该段又改称“特别三区一纬路”。天津意租界段从今五经路至胜利路，称“大马路”，意文名称为“伊曼纽尔三世路”，后来改称“金汤五道”。天津奥租界段从胜利路至金汤桥，称“金汤大马路”，天津奥租界收回后，改称“特二区大马路”。1905年，天津电车电灯股份有限公司在讲过到开通电车线路。西段天津奥租界内大马路沿线原来就是传统的华人居住街坊，这时形成华人零售商业集中的商业街。奥匈帝国领事馆和意大利驻天津的领事馆均位于大马路上。1914年，意大利首任驻天津领事费洛梯（FILETE）上尉到任以后，首先利用海河清淤的废土垫平沼泽和洼地，之后，他又对租界进行了认真详细的勘测和规划并展开全面的建设，并与纽约美孚公司合作，将天津意租界大马路（建国道）建成天津第一条柏油马路。1947年，天津意租界收回后，原天津意租界、天津俄租界两段路合并取建设国家之意改称建国道。1953年，天津奥租界路段并入统一命名为建国道。

## 现况与发展
建国道目前全长1108米，宽9米，两侧人行道均宽5米，为沥青路面。目前，建国道东侧只是至五经路。一经路、二经路、三经路和四经路路段成为天津站站区的一部已不复存在。而西侧胜利路至金汤桥一段随着天津市人民政府海河综合开发改造已大部拆除改建。目前建国道沿途建有原意大利驻天津领事馆、刘髯公旧宅、方济各会圣心教堂、原奥匈帝国驻天津领事馆等建筑。

## 沿路建筑
建国道曾经和现在比较著名的建筑有：

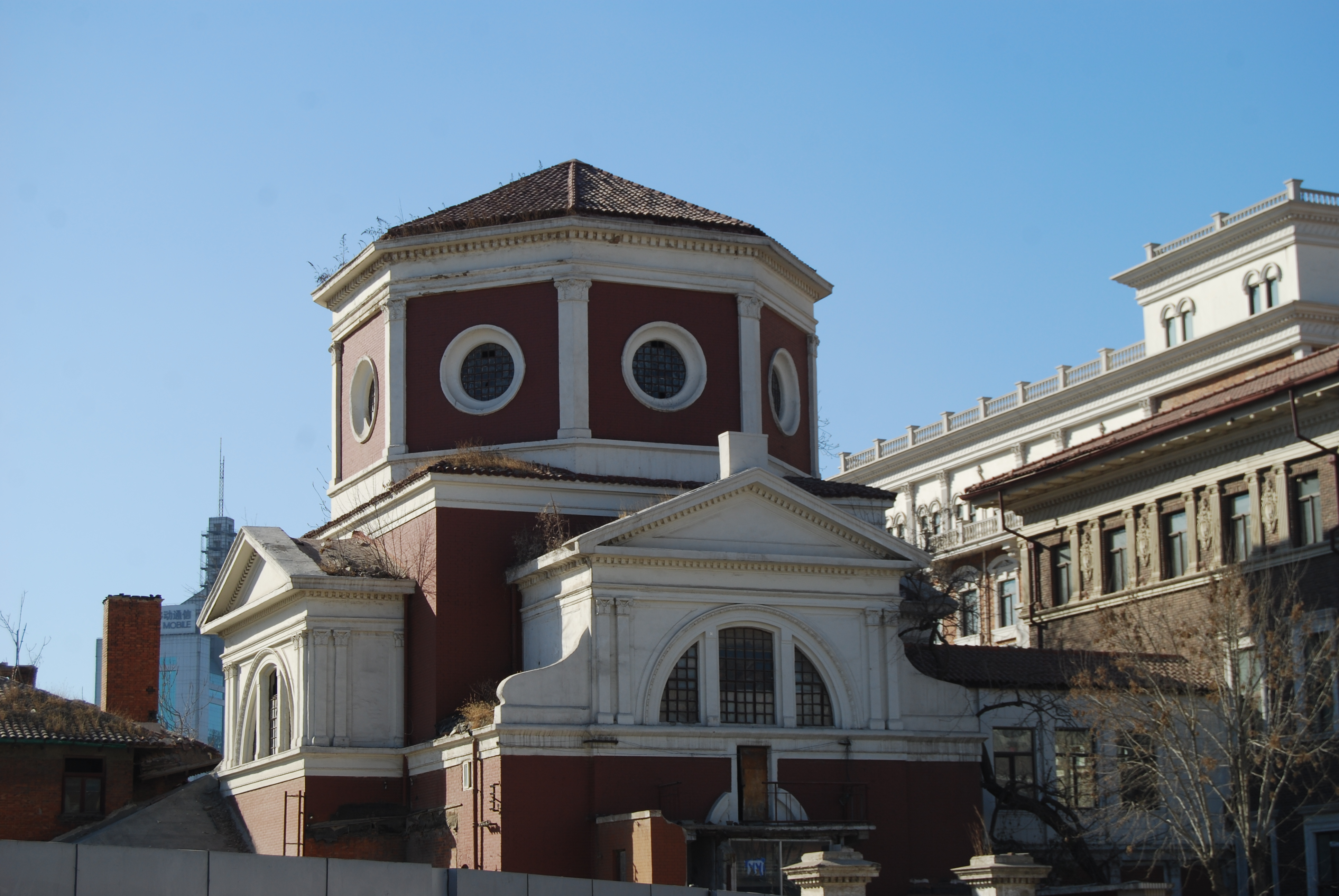
建国道上的方济各会圣心教堂

- 天津市文物保护单位：原意大利驻天津领事馆，建国道52号。
- 天津市文物保护单位：东天仙戏园旧址，建国道121号。
- 天津市历史风貌建筑：刘髯公旧宅，建国道66号。
- 天津市历史风貌建筑：方济各会圣心教堂，建国道73号。
- 天津市历史风貌建筑：原奥匈帝国驻天津领事馆，建国道153号。

此外，沿建国道周边的著名建筑有：
- 天津市历史风貌建筑：意大利兵营，光明道22号。
- 天津市历史风貌建筑：原奥匈帝国俱乐部，庆安街23号。[3]

## 交汇道路
目前，与建国道相交汇的主要道路有：
- 海河东路 原天津奥租界沿河马路
- 翔纬路
- 平安街
- 庆安街
- 寿安街

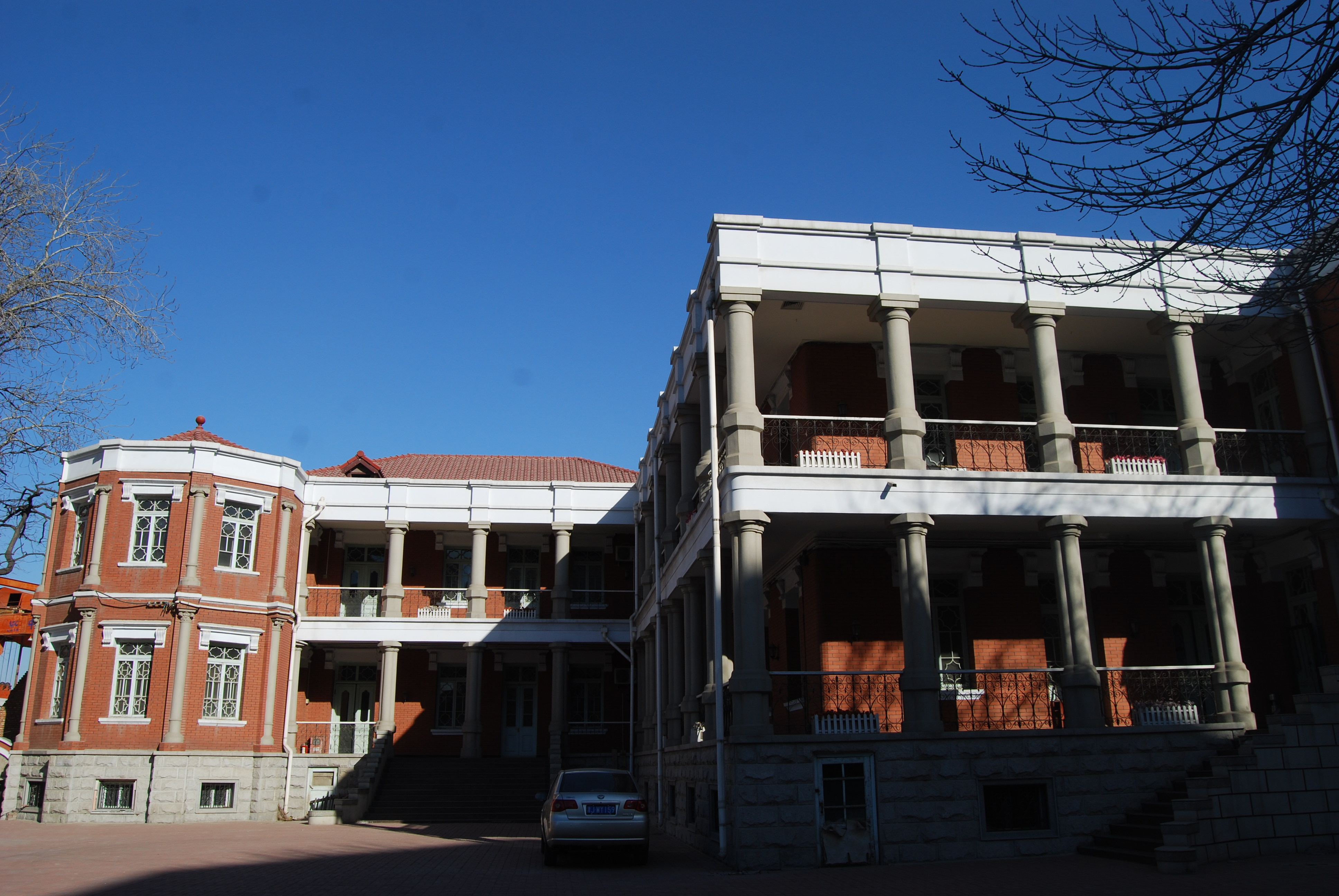
建国道和民族路交口的刘髯公旧宅

- 胜利路 原的里雅斯德道（Via Trieste）、原意奥交界路
- 民族路 原马可波罗路（Via Marco Polo）
- 民权路 原小马路（Via Tripoli）
- 民生路 原北东马路（Via Principe di Udine）
- 五经路 原意俄交界路（Via Trento）、波哥拉尼路
- 海河东路隧道

历史上，与建国道相交汇的道路还有：
- 一经路 原俄罗斯路
- 二经路 原拉普切夫路
- 三经路 原莫斯科路
- 四经路 原夫拉季沃司托克路